# Evangelische Kirche Jenig

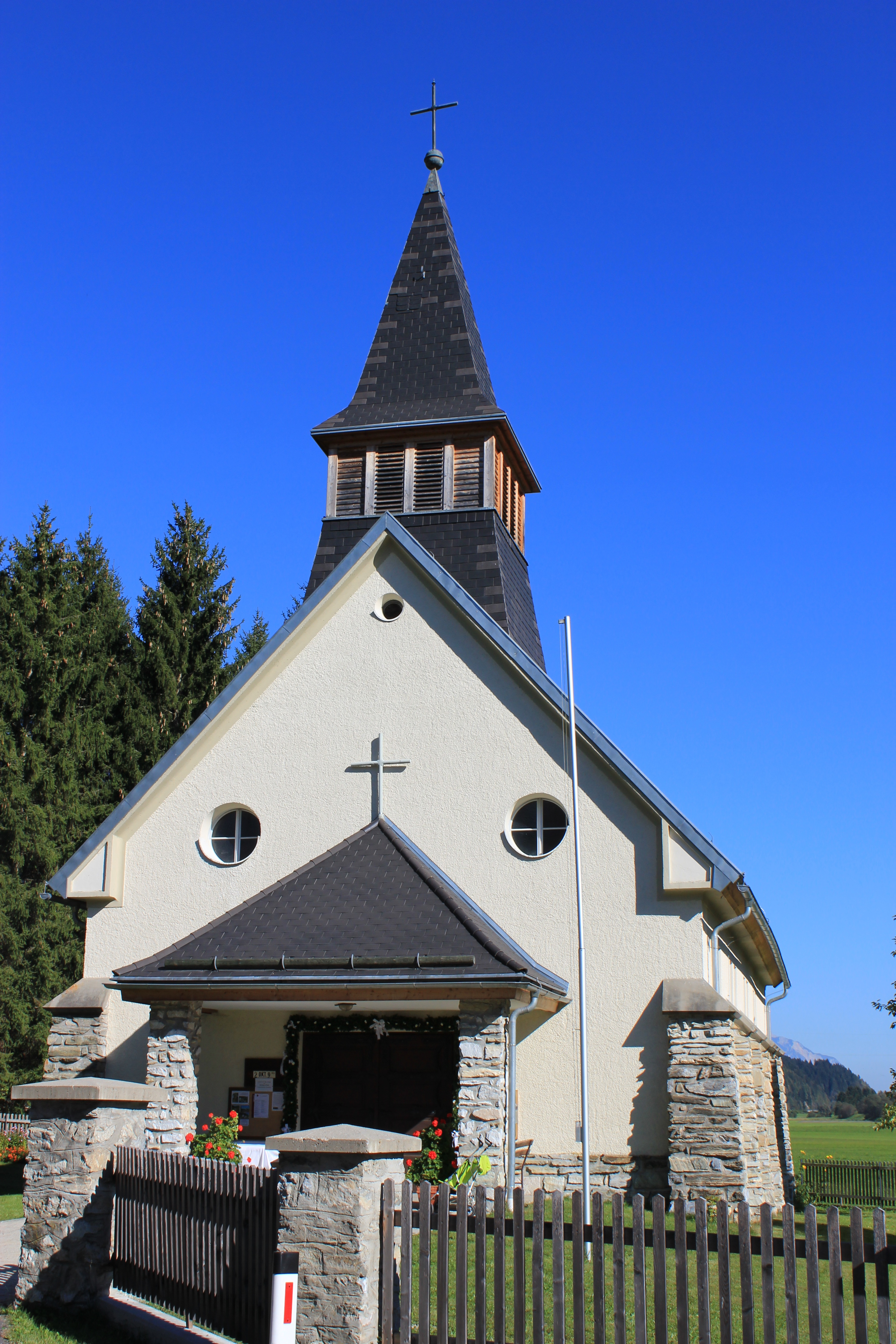
Evangelische Kirche Jenig

Die evangelische Kirche Jenig ist ein evangelisch-lutherisches Kirchengebäude in Rattendorf, einem Ortsteil von Hermagor-Pressegger See im Bezirk Hermagor in Kärnten. Als Filialgemeinde von Treßdorf gehört sie der Evangelischen Superintendentur A. B. Kärnten und Osttirol an.
Die evangelische Kirche von Jenig wurde 1936 nach Plänen des Villacher Baumeisters Paul Galsterer im Stil einer alpinen Heimatschutzarchitektur erbaut. Der einfache, von einem Dachreiter bekrönte Kirchenbau zeigt paarweise angeordnete Rechteckfenster zwischen Eck- und Strebepfeilern in unverputztem Bruchsteinmauerwerk, dem Eingang vorgelagert ist ein zeltdachbekrönter Vorbau. Das Kircheninnere wird von einer Holzdecke auf Schwibbögen und Wandpfeilern bestimmt.